# Alex Macqueen
Alexander Tulloch Macqueen, född 16 maj 1974 i Epsom, Surrey, är en brittisk skådespelare.

## Rollista i urval
- 2005–2010 – Holby City (TV-serie)
- 2005–2009 – Trist, herr minister (TV-serie)
- 2005 – Keeping Mum
- 2008–2010 – The Inbetweeners (TV-serie)
- 2009 – In the Loop
- 2010 – Du kommer att möta en lång mörk främling
- 2010 – Four Lions
- 2011 – The Inbetweeners Movie
- 2012–2015 – Hunderby (TV-serie)
- 2013 – Jack the Giant Slayer
- 2015 – Berättelsen om Askungen
- 2015 – Youth
- 2016 – Peaky Blinders (TV-serie)
- 2020 – Downhill
- 2020 – Fate: The Winx Saga (TV-serie)
- 2022 – Becoming Elizabeth (TV-serie)
- 2022 – Downton Abbey: En ny era
- 2024 – Den där julen (röst)